# Lisa Kelly
Lisa Kelly (* 7. května 1977 v irském Dublinu), celým jménem Lisa Olivia Mary Sinéad Kelly, irsky Laoise Ní Cheallaigh, je irská zpěvačka klasické i keltské hudby. Stala se součástí mnohé divadelní práce a v současné době je členkou hudební skupiny Celtic Woman.

## Kariéra
Kelly se narodila v hudební rodině, jelikož oba její rodiče i sestry byli zpěváci. Kelly sama začala zpívat v sedmi letech, když zazářila ve verzi muzikálu Bugsy Malone. Oba dva rodiče se velmi zapojovali do amatérského divadla, a proto ovlivnili výběr Lisininy školy k dramatu, jako je hraní klasické hudby, na piáno nebo zpěv. Během své hudební kariéry si zahrála v několika hlavních rolích, jako například Velma Kelly v Chicago, Florence v Chess, Laurie v Oklahoma, Maria ve West Side Story a Sandy v Grease.
Jako přídavek, vystoupila v řadě koncertů v Dublinské Národní hale včetně The Magic of Gershwin, The Music of Cole Porter and From Romberg to Rodgers a získala mnoho národních cen za zpěv a drama.
Po svém rozhodnutí opustit svou běžnou práci a vrátit se k divadlu hrála hlavní roli v Christmas Pantomime Jack and the Beanstalk v Dublinském Veseloherním divadle. Tato role jí dostala do pozice hrát v Riverdance americké produkce, kde byla vyhlášena jako hlavní vokální zpěvačka roku 2000 a začala tím svou pětiletou tour. Zde, na své tour také potkala svého manžela, který tancoval pro její show.
V roce 2002 Kelly dostala nabídku nahrát desku s názvem Keltská kolekce v produkci Davida Downese. Následné prémiové album vyšlo v roce 2003. V současné době pracuje na svém druhém albu. Kelly byla opět požádána Downesem, aby byla součástí Celtic Woman, původně plánováno na jednovečerní koncert v Dublinském divadle Helix. Od té doby tato skupina vydala tři alba a udělala několik světových tour.

## Osobní život
Jejím manželem je australský tanečník Scott Porter a má s ním dva syny Ciana a Jacka a dceru Ellie.